# 芬兰最高行政法院

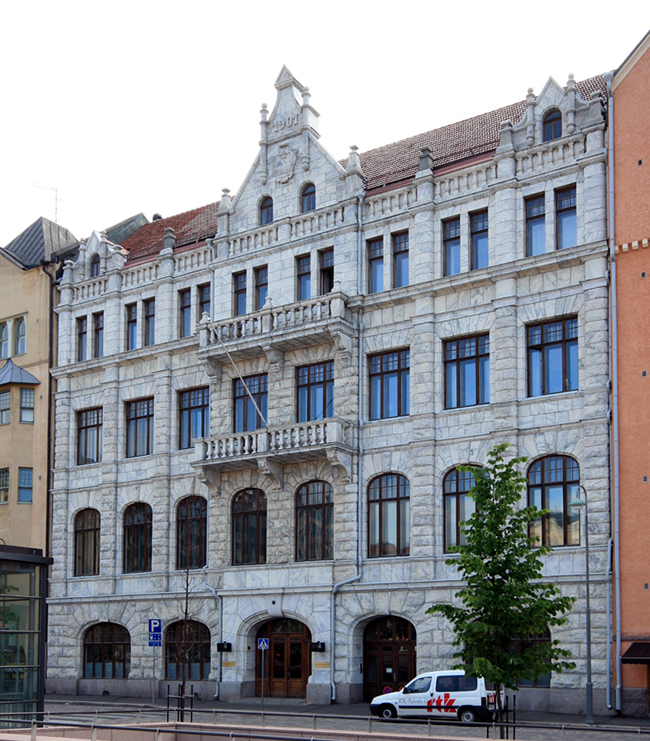
芬兰最高行政法院

芬兰最高行政法院（芬蘭語：korkein hallinto-oikeus）是芬兰处理行政法方面的最高法院，并监督中下层政府部门执法时的合法性。芬兰最高行政法院成立于1918年，现位于赫尔辛基。
芬兰最高行政法院的职能不像芬兰最高法院那样把重点放在判決先例的出台，而是执行上诉法庭的功能。然而上诉许可系统逐渐扩大至各类案例，现今已包括超过到达案例的半数以上。这强调了最高行政法院在司法和行政执法上起主导性的任务。

## 人员

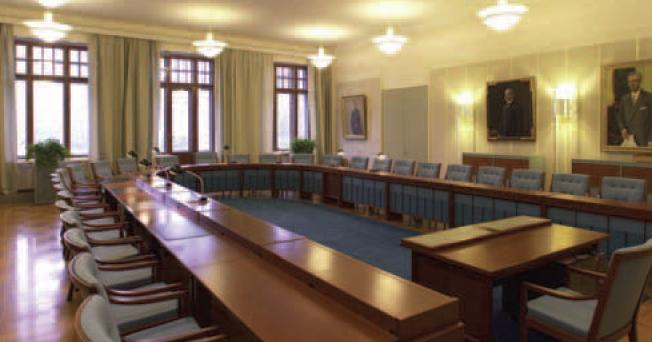
法庭大厅

芬兰最高行政法院的法官包括最高行政法院主席和大约20位长期职位的法官，另外有时也有一些定期职位的法官。
自2018年9月1日起最高行政法院主席由法学博士卡里·库西涅米担任。
最高行政法院的人员中有大约50位律师和其他50位其他方面的员工，其中部分律师和员工是定期职位的。
所有案例在三个法庭之一中进行处理。

## 历史

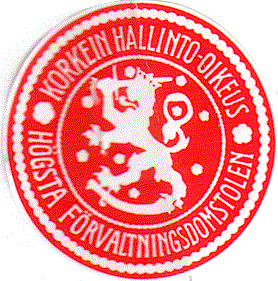
芬兰最高行政法院的印章

在芬兰自治时期行政法方面的法律保护由行政官员来负责。最高司法和行政机构是芬兰元老院的经济部。元老院经济部对下层行政官员和市镇所做出的决定具有最终审判权。芬兰独立后， 在1918年7月22日成立了芬兰最高行政法院。最高行政法院于1918年9月2日正式运作。原先由元老院经济部行使的行政法的最终审判权交予最高行政法院。而下级行政法的监督依然由政府部门来执行，初级处理上诉事务由省政府、各个中央机构和政府的各个部来执行。